# 하마키스
《하마키스》(일본어: 濱キス)는 2012년 4월 4일부터 2012년 9월 26일까지 TV 아사히 계열에서 방송된 버라이어티 프로그램이다.

## 개요
아이돌인 Kis-My-Ft2에 비해, 버라이어티 경험이 풍부한 하마구치 마사루와 게스트가 강사가 되어, Kis-My-Ft2에게 버라이어티의 입문을 전수하는 〈버라이어티 스쿨〉 프로그램. Kis-My-Ft2에 있어서 텔레비전에서는 첫 관 프로그램이 된다.
실시하는 기획은 스탭이 같은 《갑자기! 황금 전설.》, 《만약의 상황 시뮬레이션 버라이어티 시험해볼까!》, 《퀴즈 프리젠테이션 버라이어티 Q님!!》에서 행해진 것이 많다. 2012년 10월 3일부터, 새롭게 《하마키스러닝》이라고 하는 프로그램이 스타트했다.

## 출연자
- 하마구치 마사루 (요이코)
- Kis-My-Ft2
- 그 외 게스트 출연

## 방송 리스트
| 회 | 방송일   | 내용                                                                     | 게스트                                 |
| -- | -------- | ------------------------------------------------------------------------ | -------------------------------------- |
| 1  | 4월 4일  | 겁쟁이 다리                                                              | 로바토                                 |
| 2  | 4월 11일 | 잠수 선수권                                                              | 카스가 토시아키(오도리)                |
| 3  | 4월 18일 | 센베이 1000매를 먹어치우는 아이돌                                        |                                        |
| 4  | 4월 25일 | 센베이 1000매를 먹어치우는 아이돌                                        |                                        |
| 5  | 5월 2일  | 센베이 1000매를 먹어치우는 아이돌                                        |                                        |
| 6  | 5월 16일 | 전원이 이름을 들을 때까지 끝날 수 있다마이                               | 거리의 사람들                          |
| 7  | 5월 23일 | 볼링 어려운 핀의 남는 방법 베스트 10 전부 넘어뜨릴 때까지 돌아갈 수 있10 | 마기 신지                              |
| 8  | 5월 30일 | 하마구치 비전! 산에서 서바이벌 로케                                      |                                        |
| 9  | 6월 6일  | 하마구치 비전! 산에서 서바이벌 로케                                      |                                        |
| 10 | 6월 13일 | ①산에서 서바이벌 로케 완결편 ②미달성과제에 리벤지해!                     |                                        |
| 11 | 6월 20일 | 타마모리VS미야타 남몰래 1개월 1만엔 생활                                 | 나카타 아츠히코(오리엔탈 라디오)       |
| 12 | 6월 27일 | 타마모리VS미야타 남몰래 1개월 1만엔 생활                                 | 나카타 아츠히코(오리엔탈 라디오)       |
| 13 | 7월 4일  | 타마모리VS미야타 남몰래 1개월 1만엔 생활                                 | 나카타 아츠히코(오리엔탈 라디오)       |
| 14 | 7월 11일 | 타마모리VS미야타 남몰래 1개월 1만엔 생활                                 | 나카타 아츠히코(오리엔탈 라디오)       |
| 15 | 7월 18일 | 애니멀 키스 대결                                                         |                                        |
| 16 | 8월 1일  | 한자 계단 틀리면 처음부터 다시 하기                                      | 야쿠 미츠루                            |
| 17 | 8월 8일  | 한자 계단 틀리면 처음부터 다시 하기                                      | 야쿠 미츠루                            |
| 18 | 8월 15일 | 한 여름의 긴급 반성회                                                    |                                        |
| 19 | 8월 22일 | 방송 휴지일(프로그램 사정때문에)                                         |                                        |
| 20 | 8월 29일 | 카라오케 전부 전부 채울때까지 돌아갑니다마이                             | 에하라 마사히로, 미라클 히카루         |
| 21 | 9월 5일  | 바다에서의 서바이벌 전편                                                 | 미에의 해녀들, 카스가 토시아키(오도리) |
| 22 | 9월 12일 | 바다에서의 서바이벌 후편                                                 | 미에의 해녀들                          |
| 23 | 9월 19일 | 타마모리VS미야타 남몰래 1개월 1만엔 생활 (미공개 씬)                     | 나카타 아츠히코(오리엔탈 라디오)       |
| 24 | 9월 26일 | 눈물의 최종회 하마키스 졸업식 멤버대통곡 제1장 완결편!!                  | 프로그램 제작 스태프 등                |

※8월 22일의 방송은 없었다.

※최종회는, 《하마키스》로서의 방송은 최후였지만, 10월 3일부터 신 프로그램 《키스하마러닝》이 개시되기 위한 깜짝 기획이었다.